# Tjärnen, Jämtland
Tjärnen är en sjö i Bergs kommun i Jämtland och ingår i Ljungans huvudavrinningsområde. Sjön har en area på 0,0693 kvadratkilometer och ligger 393,9 meter över havet. Sjön avvattnas av vattendraget Gravbäcken.

## Delavrinningsområde
Tjärnen ingår i det delavrinningsområde (692813-142813) som SMHI kallar för Mynnar i Röjan. Medelhöjden är 441 meter över havet och ytan är 13,77 kvadratkilometer. Det finns inga avrinningsområden uppströms utan avrinningsområdet är högsta punkten. Gravbäcken som avvattnar avrinningsområdet har biflödesordning 3, vilket innebär att vattnet flödar genom totalt 3 vattendrag innan det når havet efter 203 kilometer. Avrinningsområdet består mestadels av skog (77 procent) och sankmarker (11 procent). Avrinningsområdet har 0,07 kvadratkilometer vattenytor vilket ger det en sjöprocent på 0,5 procent.